# 萘氮芥
萘氮芥（英語：Chlornaphazine）是一种氮芥类化疗药物，属于2-萘胺的衍生物。它在20世纪50年代被研制出来，并用于治疗红细胞增多症和霍奇金氏病。但是，在接受萘氮芥治疗的病人中膀胱癌的高发生率使得它不再被使用。
国际癌症研究机构（IARC）将萘氮芥列为人类致癌物。